# Iwajło Mładenow
Iwajło Petkow Mładenow, bułg. Ивайло Петков Младенов (ur. 6 października 1973 we Wracy) – bułgarski lekkoatleta, który specjalizował się w skoku w dal.
W 1996 startował w igrzyskach olimpijskich, jednak nie zaliczył żadnej próby w eliminacjach i ostatecznie nie został sklasyfikowany. Pierwszy sukces na arenie międzynarodowej odniósł w 1992 roku, kiedy zdobył w Korei Południowej brązowy medal mistrzostw świata juniorów. Największym osiągnięciem Bułgara było wywalczenie mistrzostwa Europy w Helsinkach (1994). Medalista mistrzostw kraju. Rekordy życiowe: stadion – 8,33 (3 lipca 1995, Sewilla); hala – 8,30 (28 lutego 1994, Pireus). Oba te rezultaty są aktualnymi rekordami Bułgarii.

## Osiągnięcia
| Rok  | Impreza                     | Miejsce   | Pozycja           | Wynik |
| ---- | --------------------------- | --------- | ----------------- | ----- |
| 1991 | Mistrzostwa Europy juniorów | Saloniki  | 5. miejsce        | 7,57  |
| 1992 | Mistrzostwa świata juniorów | Seul      | 3. miejsce        | 7,68  |
| 1993 | Halowe mistrzostwa świata   | Toronto   | 6. miejsce        | 7,86  |
| 1993 | Mistrzostwa świata          | Stuttgart | 5. miejsce        | 8,00  |
| 1993 | Finał Grand Prix IAAF       | Londyn    | 2. miejsce        | 8,20  |
| 1994 | Halowe mistrzostwa Europy   | Paryż     | 4. miejsce        | 8,07  |
| 1994 | Mistrzostwa Europy          | Helsinki  | 1. miejsce        | 8,09  |
| 1995 | Halowe mistrzostwa świata   | Barcelona | el. – 22. miejsce | 7,62  |
| 1995 | I liga pucharu Europy       | Turku     | 1. miejsce        | 8,12  |
| 1995 | Mistrzostwa świata          | Göteborg  | 8. miejsce        | 7,93  |
| 1995 | Finał Grand Prix IAAF       | Monako    | 8. miejsce        | 7,47  |
| 1996 | Halowe mistrzostwa Europy   | Sztokholm | el. – 12. miejsce | 7,83  |
| 1996 | Igrzyska olimpijskie        | Atlanta   | –                 | NM    |
| 1999 | Mistrzostwa świata          | Sewilla   | el. – 19. miejsce | 7,83  |